# Körösújfalu
Körösújfalu este un sat în districtul Szeghalm, județul Békés, Ungaria, având o populație de 542 de locuitori (2011). 

## Demografie
Componența etnică a satului Körösújfalu
     Maghiari (96,78%)
     Romi (3,22%)
Componența confesională a satului Körösújfalu
     Fără religie (28,6%)
     Reformați (23,8%)
     Romano-catolici (7,01%)
     Necunoscută (39,85%)
     Atei (0,74%)
Conform recensământului din 2011, satul Körösújfalu avea 542 de locuitori. Din punct de vedere etnic, majoritatea locuitorilor (96,78%) erau maghiari, cu o minoritate de romi (3,22%). Nu există o religie majoritară, locuitorii fiind persoane fără religie (28,6%), reformați (23,8%) și romano-catolici (7,01%). Pentru 39,85% din locuitori nu este cunoscută apartenența confesională.